# 補償業務管理士
補償業務管理士（ほしょうぎょうむかんりし）とは、補償コンサルタントの日本の国土交通大臣登録に必要な補償業務管理責任者に就任する為の要件の一つとされている資格で平成3年度に創設された民間資格である。
ただし、この資格がなくても補償コンサルタント業務を行うことは可能である。補償コンサルタント協会が認定を行っており「土地調査」「土地評価」「物件」「機械工作物」「営業補償・特殊補償」「事業損失」「補償関連」「総合補償」の8部門がある。

## 資格取得への道のり
- 資格取得には申請時に一定の実務経験（書類提出）が必要であり、その後の共通科目と専門科目の両科目の研修、筆記試験、口述試験を経る必要があり、申請から取得まで半年以上の期間がかかる。
- 実務経験（書類提出）は在籍している会社や過去に在籍していた代表者等が押印して証明する必要がある。
- 専門科目の研修は年一回で東京の会場のみ、共通科目は年一回で全国10か所の会場で4日間行われる。（※令和3年度より専門科目の物件部門のみ会場ではなくネットでのリモート研修が行われた。令和4年度の専門科目研修はネットのリモート研修が無くなり東京で行われた。）
- 共通・専門科目の筆記試験は研修受講者が受験ができ、年一回で全国10か所の会場で行われる。筆記試験の受験資格として、各部門の4年以上の実務経験が必要になる。総合補償部門は他の部門と違い筆記試験ではなく論文提出の方法で行われる。
- 筆記試験は「共通科目は５０問中正答３０問の６０点正答合格」「専門科目は４０問中正答２４問の６０点正答で合格」
- 口述試験は筆記試験合格者及び免除者が受験ができ、年一回で東京と大阪の２か所の会場で行われる。口述試験は受験者1名に対し2名の試験官で行われる。時間は15分前後（口述試験合格率は平均90%以上）
- 口述試験の試験会場は令和2年では東京はTKP神田ビジネスセンター、大阪は新梅田研修センターで行われた。
- 専門科目の研修及び筆記試験は、学歴や経験及び国家資格を有している場合で業務実績があれば免除されるものがある。免除される専門科目と資格は次の通りである。「土地調査部門は測量士・測量士補」「土地評価部門は不動産鑑定士」「物件及び事業損失部門は一級建築士・二級建築士・木造建築士」「機械工作物部門は技術士（機械又は電気・電子）」「営業補償・特殊補償部門は公認会計士・税理士」である。そのほか公共用地取得実務経験者（国、地方公共団体等にあっては、補償実務20年以上従事した者をいう。免除対象は全部門[8部門]）であれば免除される。
- 筆記は試験時間の関係上、同じ年に2部門同時に受験できない組合わせがある。また、試験に持ち込めるのは「受験票、鉛筆（ＨＢ又はＢ）、消しゴム、定規」（令和2年現在）であるが、過去に会場に時計がない場合があったとのことで、念のため腕時計を持参したほうが良い。
- 研修受講料は正会員と非会員で金額の違いがあり、共通科目は40,000円～50,000円、専門科目は40,000円～50,000円。研修を受講するのにテキストが必要であり15000円程度、筆記試験受験料は正会員と非会員で金額の違いがあり、共通科目は15,000～30,000円、専門科目は15,000円～30,000円。(研修や試験会場への交通費や宿泊費は別途の為、地方になるほど負担が多くなる。）
- 取得後は5年毎に更新の必要があり、更新までに一定のCPDポイント（50～80ポイント以上）の取得と更新料の支払いが必要になる。
- 試験に必要な実務経験（書類提出）は在籍している会社や過去に在籍していた代表者等が押印して証明する必要があるが、他会社に移籍した場合等で、過去に在籍していた会社に実務経験の書類の証明を依頼した場合に、過去に在籍した会社が証明るすメリットがなく、かつ、競業を意識して断ったり前向きでなかったり、過去に在籍した会社が閉業した場合には証明しにくいことがみられる。実務経験になる対象の業務は全て仕様書に登録義務が記載されており、国土交通省所管の財団法人である日本建設情報総合センター (JACIC) 、現在の「コリンズ・テクリス」に業務ごとに受注者と発注者の双方で確認を行ったのちに有料で詳細に登録詳細されているが、試験の実務経験に使用できない。

## 合格者・登録者数の推移
| 年度                   | 合格者数 | 登録者数（累計） |
| ---------------------- | -------- | ---------------- |
| 1991年度（平成3年度）  | 2,346人  | 1,896人          |
| 1992年度（平成4年度）  | 1,047人  | 2,947人          |
| 1993年度（平成5年度）  | 390人    | 3,340人          |
| 1994年度（平成6年度）  | 324人    | 3,552人          |
| 1995年度（平成7年度）  | 357人    | 3,757人          |
| 1996年度（平成8年度）  | 480人    | 4,038人          |
| 1997年度（平成9年度）  | 513人    | 4,249人          |
| 1998年度（平成10年度） | 510人    | 4,504人          |
| 1999年度（平成11年度） | 487人    | 5,089人          |
| 2000年度（平成12年度） | 460人    | 4,865人          |
| 2001年度（平成13年度） | 482人    | 5,048人          |
| 2002年度（平成14年度） | 481人    | 5,351人          |
| 2003年度（平成15年度） | 488人    | 5,681人          |
| 2004年度（平成16年度） | 504人    | 5,946人          |
| 2005年度（平成17年度） | 488人    | 5,797人          |
| 2006年度（平成18年度） | 415人    | 5,882人          |
| 2007年度（平成19年度） | 535人    | 6,103人          |
| 2008年度（平成20年度） | 1,176人  | 6,406人          |
| 2009年度（平成21年度） | 1,106人  | 6,662人          |
| 2010年度（平成22年度） | 951人    | 6,705人          |

| 年度                   | 合格者数 | 登録者数（累計） |
| ---------------------- | -------- | ---------------- |
| 2011年度（平成23年度） | 937人    | 6,960人          |
| 2012年度（平成24年度） | 688人    | 7,373人          |
| 2013年度（平成25年度） | 617人    | 7,632人          |
| 2014年度（平成26年度） | 742人    | 7,775人          |
| 2015年度（平成27年度） | 696人    | 7,735人          |
| 2016年度（平成28年度） | 815人    | 7,701人          |
| 2017年度（平成29年度） | 636人    | 7,887人          |
| 2018年度（平成30年度） | 887人    | 8,015人          |
| 2019年度（令和元年度） | 352人    | 8,204人          |
| 2020年度（令和2年度）  | 未実施   | 8,006人          |
| 2021年度（令和3年度）  | 684人    | 7,962人          |
| 2022年度（令和4年度）  | 914人    | 8,183人          |
| 2023年度（令和5年度）  | 726人    | 8,246人          |

## 関連資格
- 測量士・測量士補
- 建築士
- 技術士
- 税理士
- 不動産鑑定士
- 公認会計士
- 補償コンサルタント
- 再開発プランナー
- 税理士
- 技術士